# Jean-Pierre Leveugle
Jean-Pierre Leveugle (ook: Jan-Piet Leveugle) (1943) is een Belgisch dirigent, muziekpedagoog en slagwerker.

## Levensloop
Leveugle kreeg reeds op zesjarige leeftijd zijn eerste muzieklessen van zijn vader Paul Leveugle. Hij kreeg verdere lessen voor slagwerk aan de Muziekacademie te Etterbeek. Op veertienjarige leeftijd behaalt hij een eerste prijs notenleer en slagwerk aan het Koninklijk Conservatorium te Brussel. In 1969 behaalt hij een eerste prijs voor kamermuziek bij Jef Alpaerts. Verder studeert hij orkestdirectie bij Fernand Terby te Antwerpen en harmonie bij Peter Cabus en André Laporte te Brussel. Hij behaalt een eerste prijs in 1978. Thans voltooit hij zijn studies contrapunt en fuga bij Julien Mestdagh aan het Koninklijk Conservatorium te Brussel.
Van 1957 tot 1970 is hij achtereenvolgens verbonden aan het Nationaal Orkest van België, het Groot Symfonisch Orkest van de BRT en De Philharmonie.
Als leraar slagwerk werkt hij aan de Muziekacademie Willebroek, het Stedelijk Conservatorium Mechelen en de Kunsthumaniora van het Koninklijk Conservatorium te Brussel.
Als dirigent was hij verbonden vanaf 1975 aan de Brass Band Midden-Brabant, de Koninklijke Fanfare "Moed en Volharding", Heist-op-den-Berg, de Socialistische Harmonie "Arbeid Adelt", Puurs en vanaf 1976 van de Koninklijke Fanfare "St. Caecilia", Leest te Mechelen. Met de Brass Band Midden-Brabant werd hij meerdere malen Belgisch kampioen en was ook meerdere malen vertegenwoordiger van België bij de Europese Brassband Kampioenschappen, toen nog in de Royal Albert Hall in Londen. Met de Koninklijke Fanfare "St. Caecilia", Leest behaalde hij provinciale titels, werd Belgisch kampioen. Op 2 juli 1978 was hij met de Koninklijke Fanfare "St. Caecilia", Leest op het 8e Wereld Muziek Concours te Kerkrade en behaalde in de 3e afdeling 311 punten, goed voor een 1e prijs. Op 19 juli 1981 trad hij met hetzelfde orkest tijdens het 9e Wereld Muziek Concours te Kerkrade op, maar dit keer in de 2e afdeling en behaalde 324 punten, goed voor een 1e prijs met lof van de jury. Beide malen werden zij Wereldkampioen in hun afdeling en de sectie fanfare.
Samen met zijn vrouw Ghislaine Poedts richtte hij te Willebroek een muziekhandel op, die aanvankelijk de naam «Muziek-Center Willebroek» droeg en later veranderd werd in "Traxon Music" en eindelijk vertrok naar Brussel. Intussen werd deze muziekhandel "Traxon Music Brussels" door de volgende generatie gedreven.